# 볼숭 대계
볼숭 대계(Vǫlsungr大系, Völsung Cycle)는 노르드 신화에 전해지는 일련의 이야기들이다. 중세 아이슬란드에서 처음 문헌으로 기록되었으나, 아이슬란드 뿐 아니라 스웨덴, 노르웨이, 잉글랜드, 맨섬 등에서도 전승되었다. 본래 아이슬란드의 이야기였던 볼숭 대계는 스칸디나비아의 이야기, 예컨대 헬기 훈딩스베인 이야기 같은 것들을 흡수하여 확장되었다.
볼숭 대계 신화가 보존된 문헌은 20여 편의 에다 시가들과 《볼숭 그 일족의 사가》가 있다. 볼숭 대계는 중세 고지독일어 서사시 《니벨룽의 노래》와 같은 소재와 주제를 다루고 있다.

## 같이 보기
- 에르마나리크
- 튀르핑 대계
- 볼숭

## 참고 자료
- Theodore Andersson, The Legend of Brynhild (1980)